# Carvo
Carvo of Carvone was een Romeinse nederzetting in de provincie Neder-Germanië (Germania Inferior). Het was een grensfort (castellum) aan de Rijn, langs de noordgrens van het Romeinse Rijk; de zogenaamde limes (Latijn voor "grens"). Carvo staat als Carvone vermeld op de Peutingerkaart (Tabula Peutingeriana) tussen Castra Herculis en Levefanum  en in de Romeinse reisgids Itinerarium Antonini tussen Harenatium (bij Kleef) en Mannaricium (Maurik?). 
In meerdere publicaties wordt Carvo geïdentificeerd met een vindplaats aan de noordwestzijde van het hedendaagse Kesteren, op een stroomrug aan de toenmalige zuidelijke oever van de Rijn. Uit archaeologisch onderzoek van het in 1974 in de nabijheid ontdekte militair grafveld bleek dat de eerste overledenen rond het jaar 70 zijn bijgezet, dus rond die tijd moet het fort gebouwd zijn. Het fort werd dus meteen na de Bataafse Opstand gebouwd. Carvo, Mannaricium, Levefanum en Lugdunum Batavorum (Katwijk-Brittenburg) waren nieuwe versterkingen in de Rijngrens-verdedigingsgordel, de limes. Het grote aantal begraven paarden doet vermoeden dat in Romeins Kesteren een cavalerie-eenheid gestationeerd was. Van het bij het fort gelegen kampdorp (canabae legionis) zijn nog twee grafvelden bekend. 
Een andere hypothese is dat de plaatsnaam Carvio (verbogen vorm van Carvium), overgeleverd op een gedenksteen, identiek is aan de plaatsnamen Caruone en Carvo die overgeleverd zijn in respectievelijk de Tabula Peutingeriana en het Itinerarium Antonini.  Gezien de vindplaats van de gedenksteen, zou Carv(i)o dan gelegen hebben nabij het toenmalige splitsingspunt van Nederrijn en Waal. Op de gedenksteen wordt de begraafplaats van de legionair Marcus Mallius specifiek aangeduid als Carvio ad molem, waarbij molem (letterlijk: massa) zou kunnen duiden op de Drususdam.